# Carlos Hoyos
Carlos Mario Hoyos Jaramillo (ur. 28 lutego 1962 w Medellin), piłkarz kolumbijski grający na pozycji obrońcy.

## Życiorys
Hoyos przez prawie całą swoją karierę związany jest z klubem Atletico Junior Barranquilla, z którą nie udało mu się jednak ani razu wywalczyć mistrzostwa Kolumbii.
W reprezentacji Kolumbii Hoyos zadebiutował 27 października 1985 roku w przegranym 0:3 meczu z Paragwajem, rozegranym w ramach eliminacji do Mistrzostw Świata w Meksyku. W 1990 roku Hoyos był członkiem reprezentacji Kolumbii na Mistrzostwach Świata we Włoszech. Nie zagrał tam jednak ani minuty, a Kolumbia odpadła w 1/8 finału po porażce 1:2 (po dogrywce) z Kamerunem. W reprezentacji Kolumbii Hoyos wystąpił w 24 meczach.